# Charlie Sheen
Pour les articles homonymes, voir Sheen.
 (janvier 2009).
Si vous disposez d'ouvrages ou d'articles de référence ou si vous connaissez des sites web de qualité traitant du thème abordé ici, merci de compléter l'article en donnant les références utiles à sa vérifiabilité et en les liant à la section « Notes et références ».
Carlos Estévez, dit Charlie Sheen /ˈʃɑɹli ʃiːn/, est un acteur, scénariste et producteur américain, né le 3 septembre 1965 à New York.
Révélé à la fin des années 1980 grâce à ses rôles dans plusieurs succès populaires, il est surtout connu pour avoir incarné le personnage principal de la série Mon oncle Charlie durant 8 saisons. 
À la fin des années 2000, son image publique se trouve entachée par ses déboires judiciaires causés par l’usage de stupéfiants, ainsi que ses querelles amenant à son éviction de Mon oncle Charlie.

## Biographie

### Famille
Fils de l'acteur d'origine galicienne et irlandaise Martin Sheen et de Janet Templeton, professeur d'art à New York, Charlie Sheen est le frère de l'acteur-réalisateur Emilio Estevez, de l'actrice Renée Estevez et de l'acteur Ramon Estevez. Il grandit à Malibu, et étudie à l'école de Santa Monica où il est un élève médiocre mais très doué au baseball. Il y rencontre Sean Penn et Rob Lowe.

### Carrière
Après la fin de ses études, il joue dans plusieurs films à petit succès comme L'Aube rouge et dans des séries B.
C'est en 1986 qu'il rencontre le succès grâce à Oliver Stone qui lui confie l'un des rôles principaux du film Platoon. Il partage ensuite  avec Michael Douglas la vedette du film suivant d'Oliver Stone, Wall Street (1987), où il donne également la réplique à son père Martin Sheen.
En 1989, Oliver Stone approche Sheen pour le rôle principal du film Né un 4 juillet, mais lui préfère Tom Cruise au dernier moment. Cette déconvenue avec Stone n'empêche pas Charlie Sheen de rester au top du box-office avec plusieurs succès comme Young Guns (1988), Les Indians (1989), La Relève (1990) et Les Trois Mousquetaires (1993). Il connait également le succès avec les deux volets de Hot Shots!, en 1991 et 1993.
Alors que toute sa carrière s'annonce tracée et qu'il est promis à un avenir cinématographique aussi brillant que celui de stars comme Tom Cruise ou Sean Penn, Sheen va rencontrer de graves problèmes d'alcool et de drogue. Il gagne une réputation "d'homme à femmes" et multiplie les aventures amoureuses. Durant cette mauvaise période, il tourne deux films à petit succès The Arrival (1996) et Haute trahison (1997).
Après une cure de désintoxication, Charlie Sheen arrête sa consommation de drogue. Il est engagé pour remplacer Michael J. Fox, qui souffre de la maladie de Parkinson, dans la série Spin City (2000). Sa performance dans la peau de l'adjoint au maire de New York est remarquée par les patrons de la chaîne CBS qui lui proposent la série Mon oncle Charlie dans laquelle il joue le rôle d'un compositeur de musique ayant fait fortune en vendant des jingles commerciaux. Il touche alors 875 000 dollars par épisode, ce qui fait de lui l'acteur de série le mieux payé au monde. En 2010, il décide de faire pression sur CBS pour gagner 1 250 000 dollars par épisode de 21 minutes, bénéficiant ainsi du plus gros salaire de l'histoire sur une série télévisée.
Dans la seconde moitié des années 2000, l'image de Charlie Sheen est à nouveau brouillée par ses frasques et ses déclarations publiques. En 2006, il déclare  au cours d'une émission d'Alex Jones qu'il met en doute la version officielle concernant les attentats du 11 septembre 2001. Sheen déclare au cours de l'interview : « …ça ne ressemblait à aucun des avions de ligne que j'ai pris dans toute ma vie et quand les tours se sont effondrées un peu plus tard j'ai dit à mon frère “traite-moi de fou, mais ça ne ressemble pas à une démolition contrôlée ?” ». Le 22 mars suivant, au cours de l'émission de CNN, Showbiz Tonight, Sheen déclare « ...dix-neuf amateurs munis de cutters qui prennent le contrôle de quatre avions de ligne et qui atteignent 75 % de leurs cibles, ça ressemble à une théorie du complot. »
Le 7 mars 2011, Warner Brothers annonce avoir mis fin au contrat de Charlie Sheen, à la suite de ses abus de drogue et d'alcool, et ses déclarations de plus en plus farfelues dans la presse. En mai 2011, la rupture du contrat est confirmée lorsque CBS et Chuck Lorre annoncent Ashton Kutcher comme remplaçant de Sheen.
En avril 2011, il commence un one-man-show intitulé Charlie Sheen Live: My Violent Torpedo of Truth, un spectacle  basé sur ses récentes péripéties. Lors de la première à Détroit, le 2 avril 2011, Charlie Sheen ne termine pas son spectacle après avoir été hué durant la première heure.
L'acteur prépare ensuite son retour à la télévision dans une nouvelle série, Anger Management, adaptation télévisuelle du film Self control, dans laquelle il joue un thérapeute. La série est diffusée à partir 28 juin 2012 sur la chaîne américaine FX. À la suite de son succès, la chaîne a commandé 90 épisodes, elle perdure avec Charlie Sheen jusqu'en 2014. 
Il est prévu pour une apparition lors du 1000e épisode de WWE Monday Night RAW, mais renonce. Le 5 juillet 2018, il apparaît dans le clip Drug Addicts du rappeur Lil Pump.
En avril 2019, Charlie Sheen confie sur le plateau de Loose Women qu'il espère qu'un retour de Mon Oncle Charlie se fera un jour afin d'apporter une fin correcte à la série.

### Vie privée
Charlie a une fille, Cassandra Estevez, née en 1985 d'une union libre avec Paula Profit. Il rencontre Denise Richards en 2001 sur le plateau du téléfilm Le Courtier du cœur. Ils se marient en 2002 et de cette relation naissent deux enfants : Sam Katherine (9 mars 2004) et Lola Rose (1er juin 2005). Denise Richards demande le divorce en 2005.
Il se remarie à Brooke Mueller le 30 mai 2008, avec laquelle il a des jumeaux[réf. souhaitée] nés le 14 mars 2009.
Le 26 décembre 2009, il est arrêté à Aspen, station de ski huppée du Colorado, pour violences conjugales contre son épouse. Libéré après avoir versé une caution de 8 500 dollars, il a été cité à comparaître devant un juge le 8 février 2010 au tribunal du comté de Pitkin.
Dans la nuit du 25 octobre 2010, les autorités de police ont retrouvé l'acteur nu et ivre mort dans sa chambre d'hôtel en compagnie d'une call-girl, l'actrice du X américain Capri Anderson, la police n'aurait trouvé aucun produit lié à une drogue. Peu avant, l'acteur, accompagné d'amis ainsi que de Denise Richards, aurait bu une quantité importante de vodka et de vin rouge prestigieux, le tout sous cocaïne,.
Charlie Sheen a déclaré qu'il se sent mieux et en parfaite santé, prêt à reprendre les plateaux de tournage[pertinence contestée]. Le 1er novembre 2010, la cour de Los Angeles confirme avoir reçu la demande officielle de divorce entre Charlie Sheen et Brooke Mueller qui vivaient séparés depuis plusieurs mois.
Outre sa relation médiatisée entre 1990 et 1992 avec la vedette du X américain des années 1980 Ginger Lynn, il fréquenta également Heather Hunter au milieu des années 1990 et Capri Anderson après sa rupture avec sa femme Brooke Mueller fin 2010, ou encore Bree Olson avec qui il a entretenu une relation en 2011[réf. souhaitée].
Il annonce le 17 novembre 2015 qu'il est positif au VIH.
Le 10 mars 2020, dans le documentaire (My) Truth: The Rape of Two Coreys il est accusé par l'acteur Corey Feldman de l'avoir violé en 1985, ainsi que Corey Haim, son partenaire dans le film Lucas.

## Filmographie

### Cinéma
- 1973 : La Balade sauvage de Terrence Malick : le garçon sous la lampe (non crédité au générique)
- 1983 : Grizzly II : Revenge (Grizzly II : The Predator) de André Szots : Lance
- 1984 : L'Aube rouge de John Milius : Matt Eckert
- 1986 : De sang-froid de Penelope Spheeris : Bo Richards
- 1986 : Lucas de David Seltzer : Cappie
- 1986 : La Folle Journée de Ferris Bueller de John Hughes : Le voyou au poste de police
- 1986 : Phantom de Mike Marvin : Fantôme / Jake
- 1986 : Platoon d'Oliver Stone : Chris Taylor
- 1986 : Wisdom d'Emilio Estevez : Manager de City Burger
- 1987 : Grizzly II: The Predator : Ron
- 1987 : Three for the Road : Paul
- 1987 : 260 chrono de Peter Werner : Ted Varrick
- 1987 : Wall Street d'Oliver Stone: Bud Fox
- 1988 : Never on Tuesday de Adam Rifkin : le voleur
- 1988 : Young Guns de Christopher Cain : Richard « Dick » Brewer
- 1988 : Les Coulisses de l'exploit de John Sayles : Hap Felsch
- 1989 : Tale of Two Sisters : le narrateur - également scénariste
- 1989 : Les Indians de David S. Ward : Rick Vaughn
- 1990 : Une trop belle cible de Dennis Hopper : Bob
- 1990 : Cadence de Martin Sheen : Franklin F. Bean Jr.
- 1990 : Heidi : Le Sentier du courage : Peter
- 1990 : Navy Seals : Les Meilleurs de Lewis Teague : Dale Hawkins
- 1990 : Men at Work d'Emilio Estevez : Carl Taylor
- 1990 : La Relève de Clint Eastwood: David Ackerman
- 1991 : Hot Shots! : Sean « Topper » Harley
- 1992 : Justice de flic (Beyond the Law) : Daniel « Dan » Saxon
- 1993 : Deadfall de Christopher Coppola : Morgan Gripp
- 1993 : Alarme fatale de Gene Quintano : Gern, le voiturier
- 1993 : Hot Shots! 2 de Jim Abrahams : Sean « Topper » Harley
- 1993 : Les Trois Mousquetaires de Stephen Herek : Aramis
- 1994 : À toute allure d'Adam Rifkin : Jackson Davis Hammond
- 1994 : Les Indians 2 : Rick Vaughn
- 1994 : Terminal Velocity de  Deran Sarafian : Richard "Ditch" Brodie
- 1996 : Loose Women : le barman amateur de Barbie
- 1996 : Frame by Frame
- 1996 : Charlie 2 de Paul Sabella et Larry Leker : Charles B. « Charlie » Barkin (voix)
- 1996 : The Arrival de David Twohy : Zane Zaminski
- 1997 : Sous pression de Craig Baxley : Lyle Wilder
- 1997 : Haute trahison de George Pan Cosmatos: Bobby Bishop
- 1997 : Argent comptant de Brett Ratner: James Russell
- 1998 : Post mortem : James McGregor
- 1998 : Le Couloir de la mort : Flic 1
- 1998 : Free Money d'Yves Simoneau : Bud
- 1999 : Five Aces : Chris Martin
- 1999 : Dans la peau de John Malkovich de Spike Jonze : lui-même
- 2001 : Le Courtier du cœur de Steve Rash : Ryan Edward Turner
- 2003 : Deeper Than Deep : Chuck Traynor
- 2003 : Scary Movie 3 de David Zucker: Tom Logan
- 2004 : La Grande Arnaque: Bob Rogers, Jr.
- 2004 : Pauly Shore est mort de Pauly Shore: lui-même (caméo)
- 2006 : Scary Movie 4 de David Zucker : Tom Logan (non crédité)
- 2009 : Foodfight! : Dex Dogtective (voix)
- 2010 : Wall Street : L'argent ne dort jamais d'Oliver Stone : Bud Fox (caméo non crédité)
- 2010 : Date limite de Todd Phillips: Charlie Harper (caméo)
- 2013 : Scary Movie 5 de Malcolm D. Lee : lui-même
- 2013 : Machete Kills de Robert Rodriguez : Le président des États-Unis (crédité Carlos Estevez au générique)
- 2013 : Dans la tête de Charles Swan III de Roman Coppola : Charles Swan III
- 2017 : Mad Families (en) de Fred Wolf : Charlie
- 2017 : 11 septembre (9/11) de Martin Guigui : Jeffrey Cage

### Documentaire
- 1997 : Discovery Mars (vidéo) : le narrateur - également scénariste

### Télévision
- 1974 : Exécuté pour désertion (The Execution of Private Slovik) : un garçon au mariage
- 1984 : Silence of the Heart : Ken Cruze
- 1985 : The Fourth Wise Man : Captain (soldats de Heros)
- 1985 : Un tueur dans New York (Out of the Darkness) : l'homme qui se rase
- 1986 : Histoires fantastiques (Amazing Stories), saison 1, épisode 14 : Casey
- 1990 : Clint, « The Rookie » and Me : producteur
- 1996 : Friends, saison 2, épisode 23 : Ryan
- 1998 : Onde de choc (No Code of Conduct) : Jake Peterson - également scénariste et producteur
- 1999 : Sugar Hill : Matt
- 2000 : Classé X (Rated X) : Artie Mitchell
- 2000-2002 : Spin City : Charlie Crawford
- 2003-2011 : Mon oncle Charlie (Two and a Half Men) : Charlie Harper
- 2008 : The Big Bang Theory (saison 2, épisode 4)
- 2012- 2014 : Anger Management : Charlie Goodson
- 2022- :  Ramble On : lui-même
- depuis 2023 : Bookie : lui-même

## Distinctions

### Récompenses
- Golden Globes 2002 : Meilleur acteur dans Spin City
- ALMA Awards 2002 : meilleur acteur pour Mon oncle Charlie
- Teen Choice Awards 2007 : Meilleur acteur pour Mon oncle Charlie
- Teen Choice Awards 2008 : Meilleur acteur pour Mon oncle Charlie
- Teen Choice Awards 2009 : Meilleur acteur pour Mon oncle Charlie
- 2009 TV Land Awards : meilleure distribution pour Mon oncle Charlie partagé avec Mark Burg, Jon Cryer, Conchata Ferrell, Angus T. Jones, Chuck Lorre et Holland Taylor
- World Wrestling Entertainment 2012 : Lauréat du Trophée Slammy du meilleur ambassadeur social.

### Nominations
- Screen Actors Guild Awards 2000 : Meilleure distribution pour Dans la peau de John Malkovich partagé avec Orson Bean, John Cusack, Cameron Diaz, Catherine Keener, John Malkovich et Mary Kay Place
- ALMA Awards 2002 : Meilleur acteur pour Spin City
- Golden Globes 2002 : Meilleur acteur dans Spin City
- ALMA Awards 2003 : Meilleur acteur pour Spin City
- Golden Globes 2005 : Meilleur acteur pour Mon oncle Charlie
- Screen Actors Guild Awards 2005 :  Meilleur acteur pour Mon oncle Charlie
- Golden Globes 2006 : Meilleur acteur pour Mon oncle Charlie
- Primetime Emmy Awards 2006 : Meilleur acteur pour Spin City
- Kids' Choice Awards 2007 : Meilleur acteur pour Mon oncle Charlie
- Primetime Emmy Awards 2007 : Meilleur acteur pour Spin City
- Primetime Emmy Awards 2008 : Meilleur acteur pour Spin City
- ALMA Awards 2009 : Meilleur acteur pour Mon oncle Charlie
- Primetime Emmy Awards 2009 : Meilleur acteur dpour Spin City
- Screen Actors Guild Awards 2010 : Meilleur acteur pour Mon oncle Charlie

## Voix françaises
En France, Serge Faliu (Navy Seals : Les Meilleurs, La Relève, etc.), Patrick Borg (notamment dans Hot Shots! 1 et 2) et Olivier Destrez (précisément dans Mon oncle Charlie et Anger Management) sont les voix françaises les plus régulières de Charlie Sheen. Éric Legrand et Éric Herson-Macarel l'ont également doublé respectivement à quatre et trois reprises.
Au Québec, Daniel Picard est la voix québécoise régulière de l'acteur, l'ayant doublé à huit reprises depuis Hot Shots! 2 en 1993. Aussi, Gilbert Lachance l'a doublé à trois reprises.